# Applied Physics Letters
『Applied Physics Letters』(APL)は米国物理学協会が毎週発行している査読付き科学学術雑誌である。この雑誌は物理学分野における速報誌の1つであり、応用物理学に関係する新しい発見を迅速に普及させることに焦点を合わせている。また、急速に発展している分野の基礎を築くような、基本的かつ新しい発展に重点が置かれている。
Applied Physics Lettersは1962年に創刊された。編集長はアルゴンヌ国立研究所のNghi Q. Lamである。
Journal Citation Reportsによると、Applied Physics Lettersは2013年のインパクトファクターは3.515であり、これは応用物理学に分類される127の雑誌のうち、19番目に高い値である。

## 抄録と索引
Applied Physics Lettersは以下のデータベースで索引が提供されている。
- Chemical Abstracts
- Current Contents（英語版）
- Science Citation Index